# Rhynchostruthus
Rhynchostruthus Sclater & Hartlaub, 1881 è un genere di uccelli passeriformi della famiglia Fringillidae.

## Etimologia
Il nome del genere, Rhynchostruthus, deriva dall'unione delle parole greche ρύγχος (rygcos/rynchos, "becco") e στρουθός (struthos, "passero"), col significato di "passero dal becco" in riferimento all'aspetto di questi uccelli.

## Descrizione
Gli appartenenti al genere sono uccelli lunghi una quindicina di centimetri che ricordano una sorta di ibrido fra un frosone e un cardellino: l'aspetto infatti è molto robusto e massiccio, con testa squadrata e forte becco conico, mentre la livrea è dominata dai toni del grigio-bruno, più chiaro dorsalmente e sulle guance e più vivido su petto e ventre, con presenza nei maschi di mascherina facciale nera e di evidenti barre alari gialle.

## Biologia
Si tratta di uccelli dalle abitudini diurne e moderatamente gregarie, dalla dieta quasi esclusivamente granivora, che col robusto becco sono in grado di rompere anche i semi più coriacei. Rigidamente monogami, il loro corteggiamento ricorda molto quello dei verdoni.

## Distribuzione e habitat
Le tre specie di frosone arabo sono diffuse rispettivamente a Socotra, nel sud della penisola araba ed in Somalia settentrionale: il loro habitat è rappresentato dalle aree cespugliose aride e semidesertiche con presenza di fonti d'acqua dolce permanenti.

## Sistematica
Al genere vengono ascritte tre specie:
- Rhynchostruthus socotranus Sclater & Hartlaub, 1881 - frosone di Socotra
- Rhynchostruthus percivali Ogilvie-Grant, 1900 - frosone d'Arabia
- Rhynchostruthus louisae Lort Phillips, 1897 - frosone somalo

In passato, le tre specie venivano considerate sottospecie del frosone di Socotra: attualmente, tuttavia, si tende a considerare le tre popolazioni allopatriche come specie a sé stanti.
A causa dei loro tratti morfologici intermedi è sempre sussistita una certa incertezza riguardo alla loro collocazione tassonomica: in seguito a recenti analisi del DNA mitocondriale, è emerso che effettivamente i frosoni arabi fanno parte di un clade molto primitivo annidato fra i Carduelini, vicino filogeneticamente al trombettiere del deserto ed ai verdoni.